# Răzvan Ionilă
Răzvan Ionilă (Craiova, Rumania, 10 de enero de 1982-7 de marzo de 2025) fue un futbolista y entrenador de fútbol de Rumania que jugó en la posición de defensa.

## Carrera

### Jugador
| Periodo   | Club                 |
| --------- | -------------------- |
| 2002-2004 | Poli AEK Timișoara   |
| 2005-2006 | CF Braila            |
| 2006      | FC Petrolul Ploiești |
| 2007      | Alro Slatina         |
| 2007-2008 | Dunărea Galați       |
| 2008-2010 | Fortuna Covaci       |
| 2010-2011 | Flacăra Făget        |
| 2011      | Comprest GIM         |
| 2012-2013 | Spartak Gottlob      |

### Entrenador
| Periodo   | Club                               |
| --------- | ---------------------------------- |
| 2010-2011 | Flacăra Făget (jugador-entrenador) |
| 2011      | Comprest GIM (jugador-entrenador)  |
| 2011      | Nuova Mama Mia Becicherecu Mic     |
| 2013      | Flacăra Făget                      |